# Pompeo Fortini
Pompeo Fortini (Bologna, 1847 – Bologna, 1917) è stato un pittore italiano, decoratore di ambito bolognese.
Pompeo Fortini godette di una certa notorietà in ambito bolognese come decoratore e partecipò a cantieri importanti come il restauro della Basilica di San Francesco e quello di Santa Maria dei Servi.

## Opere
- Restauro dell’affresco della Prospettiva di Antonio Bibbiena in Palazzo Vizzani a Bologna

- Sotto la direzione di Alfonso Rubbiani decora la cappella di San Tommaso Apostolo, una delle nove cappelle attorno all’altare maggiore della Basilica di San Francesco in Bologna[1]

- Decora in stile Liberty la cappella Gozzadini nella chiesa di Santa Maria dei Servi in strada Maggiore a Bologna sotto la direzione di Guido Zucchini.

- Acquarello "La cupola di Santa Maria della Vita"